# 约尔格·霍夫曼 (游泳运动员)
约尔格·霍夫曼（德語：Jörg Hoffmann，1970年1月29日—），德国男子游泳运动员。他曾代表东德、德国参加1988年、1992年和1996年夏季奥林匹克运动会游泳比赛，其中1992年奥运会获得一枚铜牌。